# 丸子家継
丸子 家継（まるこ の いえつぐ/ やかつぐ）は、平安時代初期から前期にかけての貴族。姓は連。官位は従五位下・大炊頭。

## 出自
丸子は椀子とも記される。丸子氏（丸子連）は大伴氏の一族で、丸子部を統括した伴造氏族。丸子部は継体朝から推古朝にかけて「マルコ」「マロコ」（椀子皇子〔丸高王〕・麻呂古皇子など）の名を持つ諸皇子に共有・伝領された名代・子代的な性格をもつ部で、陸奥国を中心に東国に設置されたとみられている。

## 経歴
文徳朝の斉衡3年（856年）外従五位下に叙せられると、翌天安元年（857年）大炊頭に任ぜられる。天安2年（858年）文徳天皇の葬儀に際して、越中権守・房世王らとともに養役夫司を務めた。
清和朝の貞観5年（863年）正月に内位の従五位下に叙せられる。同年2月に木工助に遷るが、翌貞観6年（864年）3月には再び大炊頭に還任している。

## 官歴
『六国史』による。
- 時期不詳：正六位上
- 斉衡3年（856年） 正月7日：外従五位下
- 天安元年（857年） 3月20日：大炊頭
- 天安2年（858年） 8月27日：養役夫司
- 貞観5年（863年） 正月7日：従五位下（内位）。2月16日：木工助
- 貞観6年（864年） 3月8日：大炊頭